# Бобинский, Иван Фёдорович
Иван Фёдорович Бобинский — начальник гвардейской берейторской школы (1832—1840 годах), автор «Краткой Иппологии», чья вторая часть «Искусство верховой езды» получила народное название «Русская конная Библия». 
Иван Фёдорович по праву считается создателем классической русской школы верховой езды. В литературе встречается его фамилия как Бабинский.

## Биография
Иван Бобинский происходил из Обояни Курской губернии. Его предки носили фамилию Бабины, которая потом трансформировалась сначала в Бабинских, а затем Бобинских. Служил в Новгородском кирасирском полку, шефом которого с 1813 года был Василий Васильевич Левашов, занявший с 1827 года должность начальника Берейторской Школы.
Если до прихода Левашова и Бобинского обучение берейторов в берейторской школе ограничивалось верховой ездой (выездкой офицерских лошадей), то после оно значительно расширилось. В школе стали преподавать иппологию, первичную ветеринарию, основы содержания, ковку и берейторское искусство. Курс подготовки в Гвардейской берейторской школе продолжался 6 лет и разделялся на 2 класса. Ежегодно курс оканчивали 4 — 6 человек. В результате этой работы Берейторская Школа получила приставку — Гвардейская.

## «Иппология» — Русская Конная Библия
В 1832 году вышел первый фундаментальный труд Ивана Фёдоровича о подготовке — «Руководство к образованию кавалериста», снабжённый рядом чертежей и рисунков. Четыре года спустя, появляется фундаментальный труд под названием «Краткая Иппология», вторая часть которой, «Искусство верховой езды» посвящена непосредственно подготовке лошади. В сегодняшнем дне, именно этот отдел получил народное наименование — Русской Конной Библии, а переиздания этого текста (в 2011 и 2019 годах) стало книжным бестселлером. Однако изначально к тексту полагался Атлас со схемами и иллюстрациями авторства гравёра Императорской Академии Художеств — Ивана Васильевича Ческого.
В 1837 году «Краткая Иппология» стала лауреатом половинчатой Демидовской премии.

## В отставке
В 1841 году, 26 февраля, Иван Фёдорович получил чин генерал-майора и вскоре вышел в отставку, поселившись в Тверской губернии, где завёл собственный конный завод со школой выездки. Совместно с супругой Любовью Ивановной они приобрели у княгини Н. А. Шаховской в Старицком уезде имение Любино, включавшее несколько деревень (Борисцево, Грешнево, Рылово, Волочагино), В настоящем местечко Любино носит название Бабинское, а бывшая усадьба сохранилась в виде фундамента одной из дач. В других сёлах (в настоящем опустевших) имеются остатки конюшен Бобинского.
Могилы Ивана Фёдоровича не существует, предположительно она была недалеко от Любино (сегодняшнее Бабинское) в деревне Рясня, у храма Воскресения христова, где похоронена семья героя Севастополя В. А. Корнилова. Это предположение основано на эпизодах, по которым супруга Ивана Фёдоровича, долгое время после его кончины финансово помогала этому храму. Последний приют Ивана Фёдоровича пострадал в 1942 году, когда церковь взорвали при прокладке дороги рядом. Сейчас там небольшая часовня.

## Сочинения
Его сочинения:
1) Руководство к образованию кавалериста. СПб.., 1832 год;
2) Краткое описание мышц, или мускулов, лошади. СПб., 1835 год (извлечение из следующего труда);
3) Краткая иппология и курс верховой езды. две части, с атласом гравир. таблиц. СПб., 1836 год, этот атлас был переиздан в 1869 году.